# جبريل علي صلاد
جبريل علي صلاد (بالصومالية: Jibriil Cali Salaad)‏ وسياسي وقائد عسكري صومالي، شغل منصب رئيس ولاية ماخر التي تشكلت عام 2007.
ولد جبريل عام 1939 في مدينة لاسقوري بمحافظة سناج التابعة حينها للصومال البريطاني، لأسرة تنحدر من عشيرة ورسنغلي الصومالية

## التعليم
تلقى جبريل تعليمه الأساسي في مدرسة أحمد جري في هرجيسا والثانوي في مدرسة فارح أومار في المدينة نفسها.

## مسيرته العسكرية
انضم جبريل إلى الجيش عام 1958 وخدم في كشافة أرض الصومال، التابعة للجيش البريطاني في المنطقة. بعد استقلال الصومال عام 1960 وقيام الجمهورية الصومالية انضم إلى القوات المسلحة الصومالية، وشارك في حرب 1964 الحدودية بين الصومال والإمبراطورية الإثيوبية وأصيب فيها.
انتقل جبريل إلى الاتحاد السوفيتي لتلقي تدريبات عسكرية في الأكاديميات العسكرية السوفيتية بين عامي 1971 و 1976 وتدرب على المدفعية وأنظمة الدفاع الجوي.
شارك جبريل في حرب أوغادين عام 1977، وأصيب بطلق ناري، وحصل على وسام الشرف ورُقّي إلى رتبة عقيد.
شغل منصب محافظ سناج في الفترة ما بين 1988 و1991.
شغل مقعدا في مجلس النواب في صوماليلاند بين عامي 1994 و2005

## ولاية ماخر
سعى جبريل للحصول على الدعم من كل من بونتلاند وصوماليلاند لإنشاء ولاية ماخر في مقاطعة برن بمحافظة سناج وجزء من محافظة باري
في 1 يوليو 2007، أُعلن جبريل صلاد "قائدا أعلى" لولاية ماخر الناشئة.

## روابط خارجية
- جبريل يدعو المغتربين إلى التواصل مع النازحين في سناج وإنشاء منظمات مجتمع مدني